# Honschaft Gruiten
Die Honschaft Gruiten war bis zum 19. Jahrhundert eine der untersten Verwaltungseinheiten der bergischen Gemeinde Gruiten in der Bürgermeisterei Haan im Kreis Elberfeld des Regierungsbezirks Düsseldorf innerhalb der preußischen Rheinprovinz. Zuvor gehörte die Honschaft ab ca. 1350 zum Amt Solingen zu der Unterherrschaft Schöller im Herzogtum Berg.
Laut der Statistik und Topographie des Regierungsbezirks Düsseldorf von 1832 gehörten zu der Honschaft folgende Ortschaften und Wohnplätze: Düsselberg, Gruiten, Heinhausen und Hermgesberg.
Mit der Gemeinde-Ordnung für die Rheinprovinz wurde 1845 die Honschaft in die Gemeinde Gruiten umgewandelt.